# Christoph Roder
Christoph Roder, né le 16 juin 1984, est un joueur professionnel suisse de hockey sur glace.

## Carrière en club
- 2000-2001 CP Berne (Junior Elite A)
- 2001-2002 HC Bienne (Junior Elite A)
- 2002-2003 HC Bienne (Junior Elite A et LNB)
- 2003-2004 HC Bienne (Junior Elite A et LNB) et CP Berne (LNA)
- 2004-2005 CP Berne (LNA), SC Langenthal (LNB) et HC Bienne (LNB)
- 2005-2007 HC Bienne (LNB)

## Carrière internationale
Il représente la Suisse au cours des compétitions suivantes :
Championnat du monde junior U-18
- 2002

Championnat du monde junior
- 2004.

## Palmarès
- Champion Suisse LNB en 2006 et 2007 avec le HC Bienne.

## Anecdote
- Il a dû arrêter sa carrière prématurément à 23 ans à cause d'une blessure au dos.